# Mardastan
Mardastan fou un principat armeni virtualment independent del 863 al 897. Del segle ix al segle xi formava part del regne de Baspracània com un bisbat separat, amb seu a la ciutat de Hamboirazan. Mardastan o Mardpetakan és també un dels noms per a referir als Kurds i al Kurdistan.
Ptolemeu ja menciona els mards, una tribu guerrera a l'est de Mardastan, prop del llac Ván. En armeni el mot mard significa kurds i alguns autors han associats els mards amb els medes, la presència dels quals ja es documentat al segle vii. Vers el 850 el Mardastan era un districte de Baspracània que posseïa com a vassall Abubeldj Arzeruni i el va transmetre al seu fill Gurguèn II Arzeruni, conegut com a Gurguèn fill d'Abubeldj.

## Història
Després de la invasió de Baspracània per Bogha al-Khabir, Gurguèn es va refugiar al principat de Bagrevand que posseïa Kurdik (o Kurdidj) Mamiconi però Bogha també va entrar a aquest territori i Gurguèn va haver de passar al principat de Sper, d'una branca bagràtida protegida dels romans d'Orient.
Vers el 854 Asoci Bagratuní de Bagaran (el futur Asoci I el Gran) va obtenir el perdó per a Gurguèn, que va poder tornar de Sper a les seves terres ancestrals (però no com a príncep).
Però allí els naturals del país, després del que havia passat amb els Tsanars (que havien resistir a Bogha al-Khabir vers el 853-854), s'havien revoltat contra Bogha dirigits per Abu Djafr Arzeruni (vers 854) i Gurguèn, en tornar, va agafar la direcció de la revolta (Abu Djafr va fugir) i va derrotar l'exèrcit enviat per Bogha a Ordakh a l'entrada del Haiots Tzor (la Vall dels Armenis) al sud-est del llac Van, victòria que de fet va alliberar d'àrabs Baspracània, ja que Bogha va optar per reconèixer a Gurguèn com a príncep a canvi d'una submissió nominal.
No va tardar a disputar-li el poder Gregori Arzeruni, germà del príncep legítim Asoci Arzeruni. Gregori vers el 852 havia fugit a Abkhàzia i havia tornat amb suport del curopalata bagràtida de Klardjètia i dels romans d'Orient. Gurguèn el va rebutjar i davant el perill àrab els dos cosins van fer les paus i es van repartir el país: Gurguèn el Reixtunik i Mardastan i Gregori la resta. Però Gregori va morir poc després i Gurguèn va recuperar el poder complet (vers 856)
El 858 el califa va enviar a Baspracània, per governar-lo, al jove Gregori Derenik Arzeruni, sota la tutela de son oncle Gurguèn Arzeruni, homonim del príncep regnant de Baspracània. Gurguèn Arzeruni fill d'Abubeldj estava de fet exercint el govern a Baspracània, però va accedir a la restauració de la branca legitima sense lluitar, i va abandonar el país per anar a servir l'emperador de l'Imperi Romà d'Orient. Però de camí va passar per Arzèn, on fou fet presoner i entregat a Asoci el gran. L'emir de Tbilisi va exigir l'entrega de Gurguèn i Asoci no va tenir més remei que lliurar-lo. El regent de Baspracània (que tenia el mateix nom: Gurguèn Arzeruni) va morir vers el 860, repenedit d'haver-se convertit a l'islam, i el seu nebot Gregori Derenik va assolir el poder sol i va començar a aixecar el país amb construccions i obres. Això va durar fins al 862 quan Gurguèn fill d'Abubeldj es va escapar de la presó de Tbilisi i es va presentar per reclamar el tron a Baspracània, on fou derrotat per dues vegades, i fet presoner essent tancat a Hadamakert.
El 863 el príncep de prínceps, Asoci I el gran, va imposar un arbitratge a Baspracània on Gurguèn fill d'Abubeldj fou alliberat per son cosí Gregori Derenik i va rebre (863) el feu de Mardastan, a la costa oriental del Llac Van (al nord de la ciutat de Van) com a príncep.
Gurguèn es va apoderar aviat (vers el mateix 863) de Taron (o almenys d'una part) durant l'absència dels bagràtides d'aquesta branca presoners a Samarra. Havia tingut el suport de l'Imperi Romà d'Orient que el 863 havien derrotat decisivament a l'emir de Melitene i als paulicians de Tefricia. També es va apoderar del Andzevatsik (angle sud-est del Llac Van) a la mort del príncep Muixel Andzevatsí, que com que només deixava un hereu infant li va cedir en testament l'administració amb el castell de Noraberd, però la viuda, Helena, amenaçada per Gregori Derenik de Baspracània, va oferir la seva mà a Gurguèn i així Gurguèn va entrar a Kangovar, la capital, vers el 867 i es va casar amb Helena.
Poc després es va apoderar de part de l'Arzanene (Arzèn) en direcció al Tigris. Dominava també el Reixtunik que li va cedir Asoci I el gran a canvi de la pau. Les muntanyes de Khoit i Sassun també eren territoris vassalls i fins al país de Muş. Gregori Dereneik va tractar d'ocupar Andzevatsik i Mardastan però fou rebutjat.
El 868 el príncep legítim de Baspracània, Asoci Arzeruni, ostatge del califa, va aprofitar que fou enviat a una expedició a la regió de Kazwin (dirigint un cos d'auxiliars armenis), per (després de guanyar la batalla) escapar-se cap al seu país. El seu fill Gregori Derenik el va acollir i junts van planejar prendre les terres del príncep de Mardastan al Antzevatsiq. Va esclatar la guerra en la qual Gurguèn va tenir el suport del seu fillastre Gregori Andzevatsí fill de la seva dona Helena, i del difunt príncep Muixel; junts van rebutjar a Asoci i el seu fill. La victòria de Gurguèn a Blrakin (al Reixtunik) va obligar Asoci Arzeruni a fugir. Asoci va demanar l'ajut del príncep de prínceps Asoci I el gran de Bagaran, que va enviar el seu fill Isaac; també va rebre ajuda de Muixel príncep de Mokq, i fins i tot de l'emir d'Arzèn que veia els seus propis dominis amenaçats. La coalició va assetjar a Gurguèn a la fortalesa de Kangevar, la principal del Antzevatsiq però no van poder ocupar-la. Finalment es va acordar la pau sota la base de l'statu quo. Fou més tard quan el Taron, en circumstàncies que no es coneixen, va tornar a la branca bagràtida de Taron (vers 878 o 879).
Abans del 870 els àrabs de la tribu d'Othman s'havien apoderat d'una regió de la part oriental del Llac Van, amb la fortalesa inaccessible d'Amiuk., i feien incursions de pillatge a Baspracània. El nakharar Rostom Varajnuni va morir en lluita contra ells. Asoci Arzeruni de Baspracània i el seu fill Gregori Derenik els van combatre, però ni amb l'ajut d'Asoci I el gran van poder conquerir la fortalesa. Els othmanides i l'emir de Manazkert i d'Apahunik (que l'historiador Tomàs Arzeruni anomena els Manavaz) van cridar al governador-emir àrab de Diyar Bakr (Diyarbekir), Isa ben Shaikh al Shaybani, que fou reconegut pel califa com ostikan d'Armènia (871-882).
Isa va marxar contra Asoci Arzeruni que estava assetjant Kokhpanik; Asoci va deixar el setge i ambdós exèrcits es van trobar a prop de la ciutat de Van. El cavalleresc Gurguèn de Mardastan no va dubtar en unir les seves forces a les del seu antic enemic Asoci, però els àrabs eren 15000 i els armenis dos mil. Fou un príncep ardzruni, Gagik Abu Morvan qui va negociar un acord, i ambdós exèrcits es van retirar i a canvi de parar l'ofensiva i d'entregar ostatges, Asoci fou deixat en pau.
Gurguèn va poder romandre a Mardastan fins a la seva mort esdevinguda vers el 896 o 897. Li succeí el seu fill Atom, darrer príncep de Mardastan conegut que és esmentat fins vers el 923.

## Mapa
L'Enciclopèdia Soviètica d'Armènia publicà una sèrie de mapes entre els quals hi ha el de la regió baspracània del Mardastan.

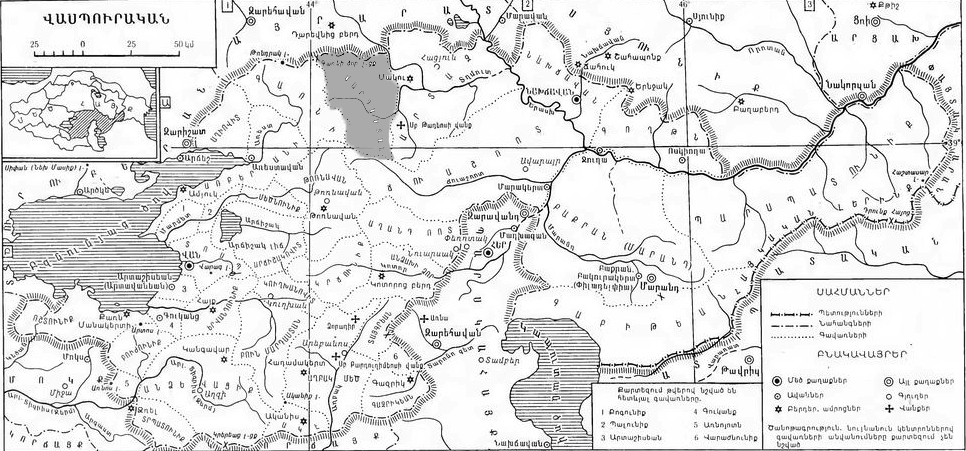
Mardastan ombrejada al nord-est del llac Van (Enciclopèdia Soviètica)